# Wilec wodny
Wilec wodny (Ipomoea aquatica) – gatunek rośliny z rodziny powojowatych (Convolvulaceae). Rodzimy obszar jego występowania to głównie obszary o tropikalnym klimacie w Afryce, Azji, Australii, Nowej Zelandii i Ameryce Południowej, ale rozprzestrzenił się także na niektórych wyspach Pacyfiku i w południowych rejonach USA. Jest uprawiany w krajach Azji Południowo-Wschodniej. Ze względu na jadalne liście jest określany mianem „szpinaku wodnego”.

## Morfologia

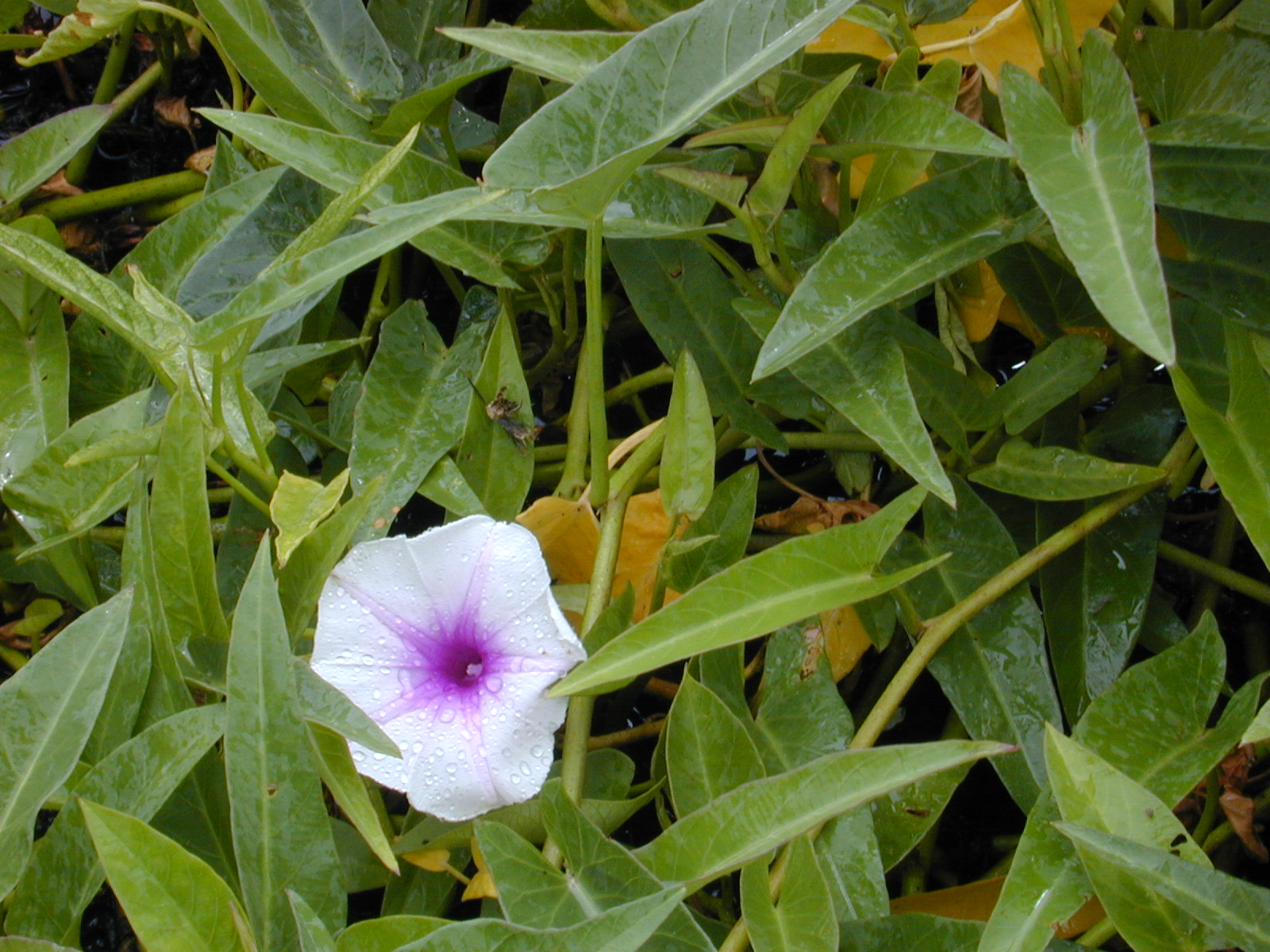
Liście i kwiaty

PokrójPłożąca roślina wodna, puste łodygi tworzące pędy o długości 2–3 m, unoszące się na powierzchni wody.
LiścieTrójkątne do strzałkowatych o długości 5–15 cm, szerokości 2–8 cm.
KwiatyBiałe, z malwowym środkiem, w kształcie trąbki
OwoceStrąki z nasionami

## Zastosowanie

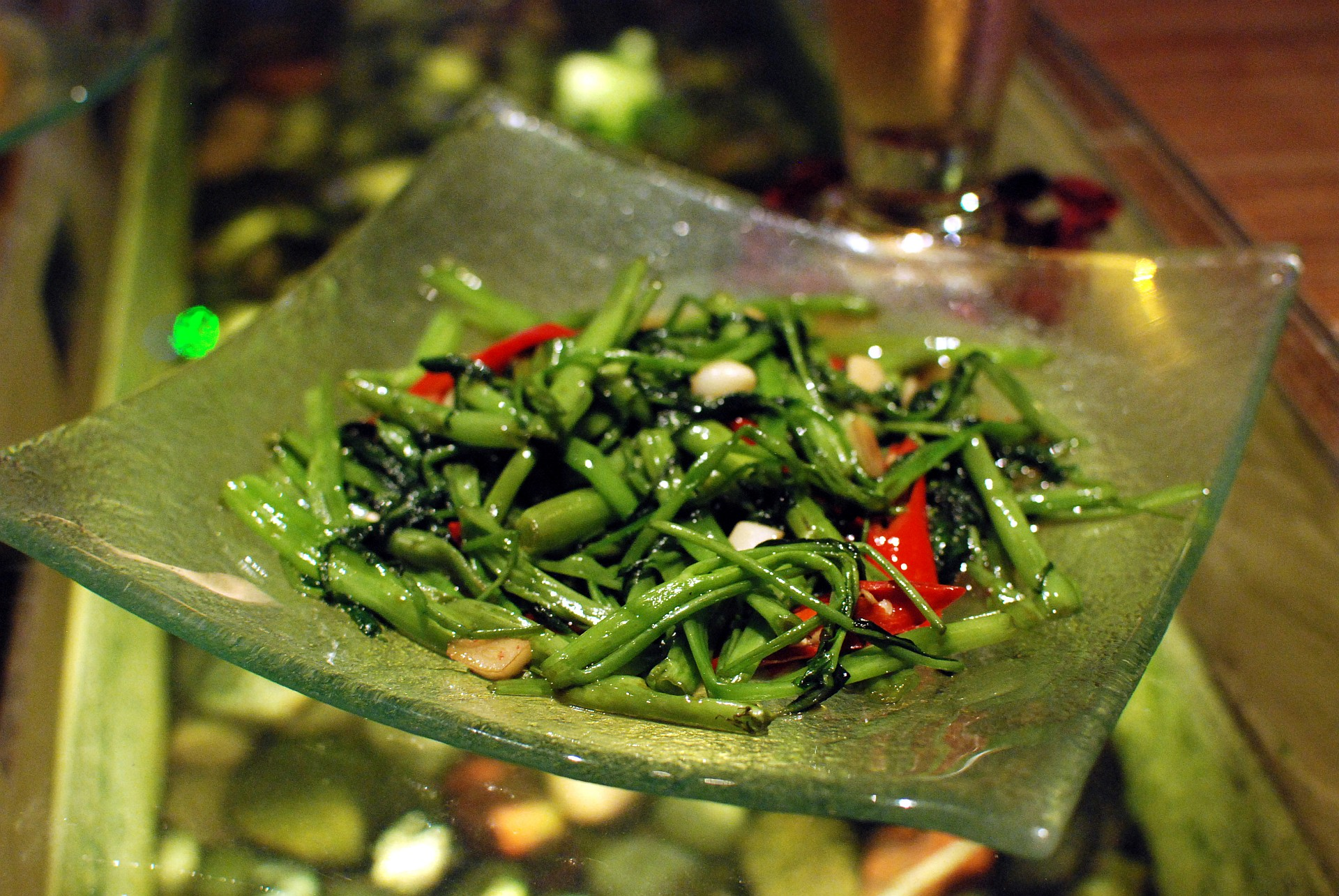
Tajskie danie pak bung fai daeng

W krajach Azja Południowo-Wschodniej liście są tradycyjnie wykorzystywane jako warzywo, smażone z dodatkiem czosnku i pasty krewetkowej. Lokalne nazwy: język tajski: phak bung ผักบุ้ง ; język wietnamski: rau muống ; język chiński: 空心菜 ; język kantoński: 蕹菜 ong choy; język filipiński: kangkung. Roślina niewymagająca dużego nakładu pracy w uprawie, w okresach głodu zastępowała ryż. Próbowano wprowadzić do uprawy w cieplejszych rejonach USA, ale okazał się gatunkiem inwazyjnym.